# Panonychus spinigerus
Panonychus spinigerus är en spindeldjursart som först beskrevs av Lucas 1849.  Panonychus spinigerus ingår i släktet Panonychus och familjen Tetranychidae. Inga underarter finns listade i Catalogue of Life.